# حمض الآيزونيكونيك
حمض الآيزونيكونيك أو 4-بيريدين حمض الكربوكسيليك هو مركب عضوي تركيبته الكيميائية C5H4N(CO2H)، وحمض الآيزونيكونيك مشتق من بيريدين مع مجموعة حمض الكربوكسيليك معوضة في الموقع 4.
حمض النيكوتينيك متصاوغ (آيزومر) لحمض النيكوتينيك وحمض البيكولينيك الذي يحتوي على مجموعتي كربوكسيل في الموقعين 2 و3 بينما تكون في الموقع 4 في حمض النيكوتينيك.

## أحماض الآيزونيكونيك
أحماض الآيزونيكونيك مشتقة من حمض الآيزونيكونيك، ومن أمثلتها:
- إثيوناميد

إيبرونيازيد
- آيزونيازيد
نيالاميد

- إيبرونيازيد
- نيالاميد